# Abbazia di Břevnov
L'abbazia di Břevnov, sita nell'omonimo sobborgo di Praga, è un monastero della congregazione slava dell'Ordine di San Benedetto.

## Storia

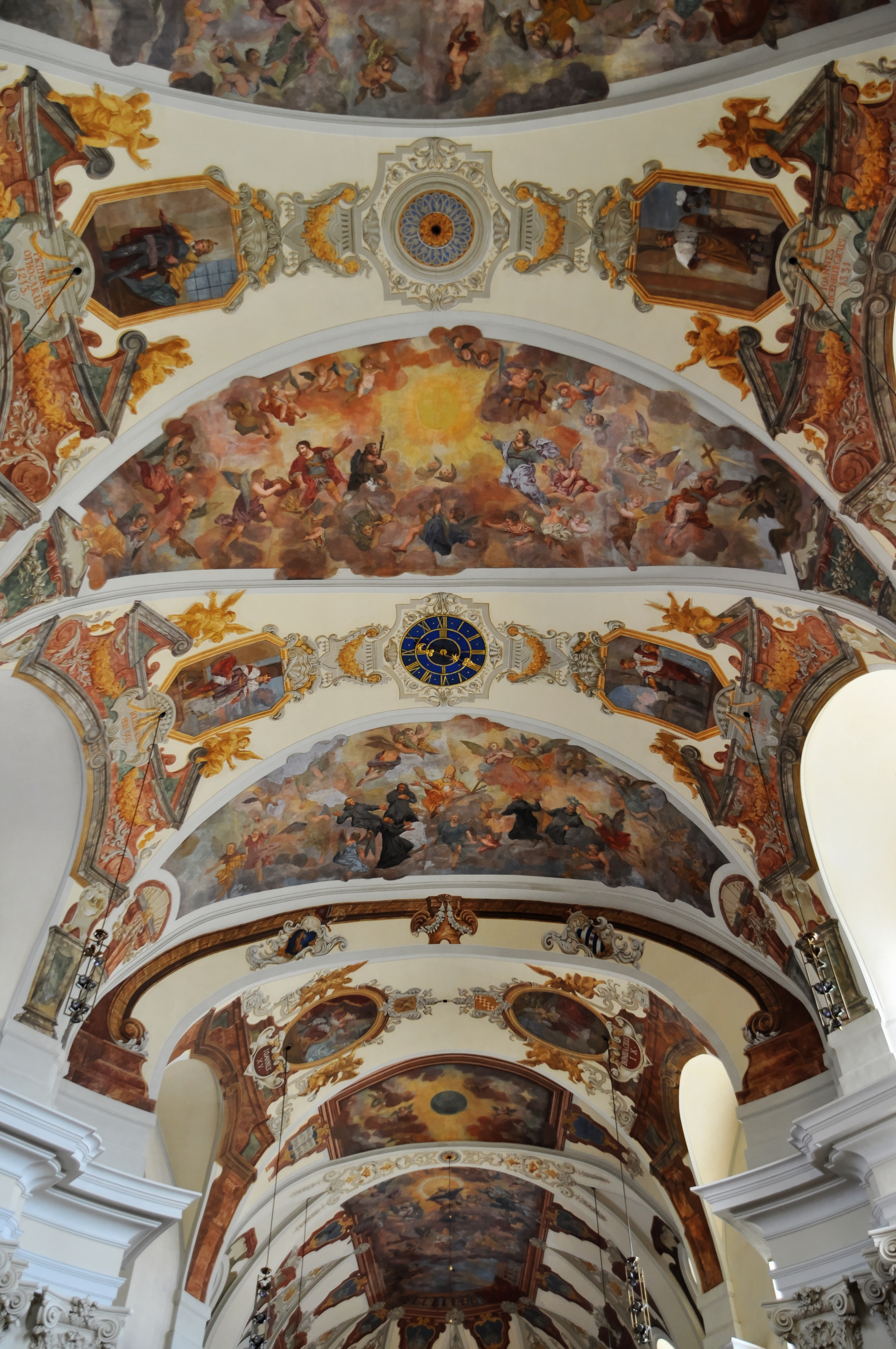
Interno della Chiesa abbaziale di Santa Margherita.

L'abbazia fu fondata nel 992-993 presso Praga dal vescovo Adalberto con l'appoggio del duca Boleslao. I primi monaci provenivano dal monastero romano dei Santi Alessio e Bonifacio, dove lo stesso Adalberto aveva vissuto per alcuni anni; il primo abate fu Astrico Anastasio, compagno di Adalberto.
I benedettini di Břevnov fondarono numerosi altri monasteri in Boemia e Moravia: Rajhrad, Hrasdisko, Opatovice, Sázava, Vilémov.
La chiesa abbaziale fu riedificata nel 1045 e vi furono depositate le reliquie di san Gontiero; dal XIII secolo vi sono custodite quelle di santa Margherita, alla quale fu intitolata l'abbazia. La costruzione di tutti gli edifici monastici fu completata sotto il governo dell'abate Bavaro di Nečtin (tra il 1290 e il 1332).
Nel 1336, con la bolla Benedectina, all'abbazia di Břevnov furono assoggettati tutti i monasteri boemi e, nel 1393, anche quelli moravi (fino ad allora soggetti a Třebíč).
L'abbazia di Břevnov fu attaccata e distrutta durante le guerre hussite e i monaci si trasferirono nella prepositura di Braunau, ai confini tra Boemia e Slesia, eretta nel 1382 su un antico possedimento della famiglia di san Venceslao. I monaci tornarono a Břevnov verso la metà del XV secolo.
Nel 1545 l'abate Mattia da Tachov promosse la ricostruzione dell'abbazia, completata agli inizi del XVIII secolo sotto l'abate Ottomaro Zinke, che chiamò a lavorare a Břevnov gli architetti Christoph e Kilian Ignaz Dientzenhofer e i fratelli Cosmas Damian ed Egid Quirin Asam.
L'abbazia di Břevnov sopravvisse alle soppressioni di Giuseppe II e nel 1889 fu unita alla congregazione austriaca dell'Immacolata Concezione, ma tornò autonoma nel 1930.
Dopo l'invasione tedesca dei Sudeti, nel 1938, il priorato di Braunau fu sottratto alla giurisdizione degli abati di Břevnov e fu costituito in abbazia.
Nel 1945 entrò a far parte della neocostituita congregazione slava.
Soppressa nel 1950 dal governo comunista, fu ricostituita a partire nel 1989 e nel 1993, in occasione dei mille anni dalla fondazione, ebbe il titolo di arciabbazia.